# Teatrul Globe

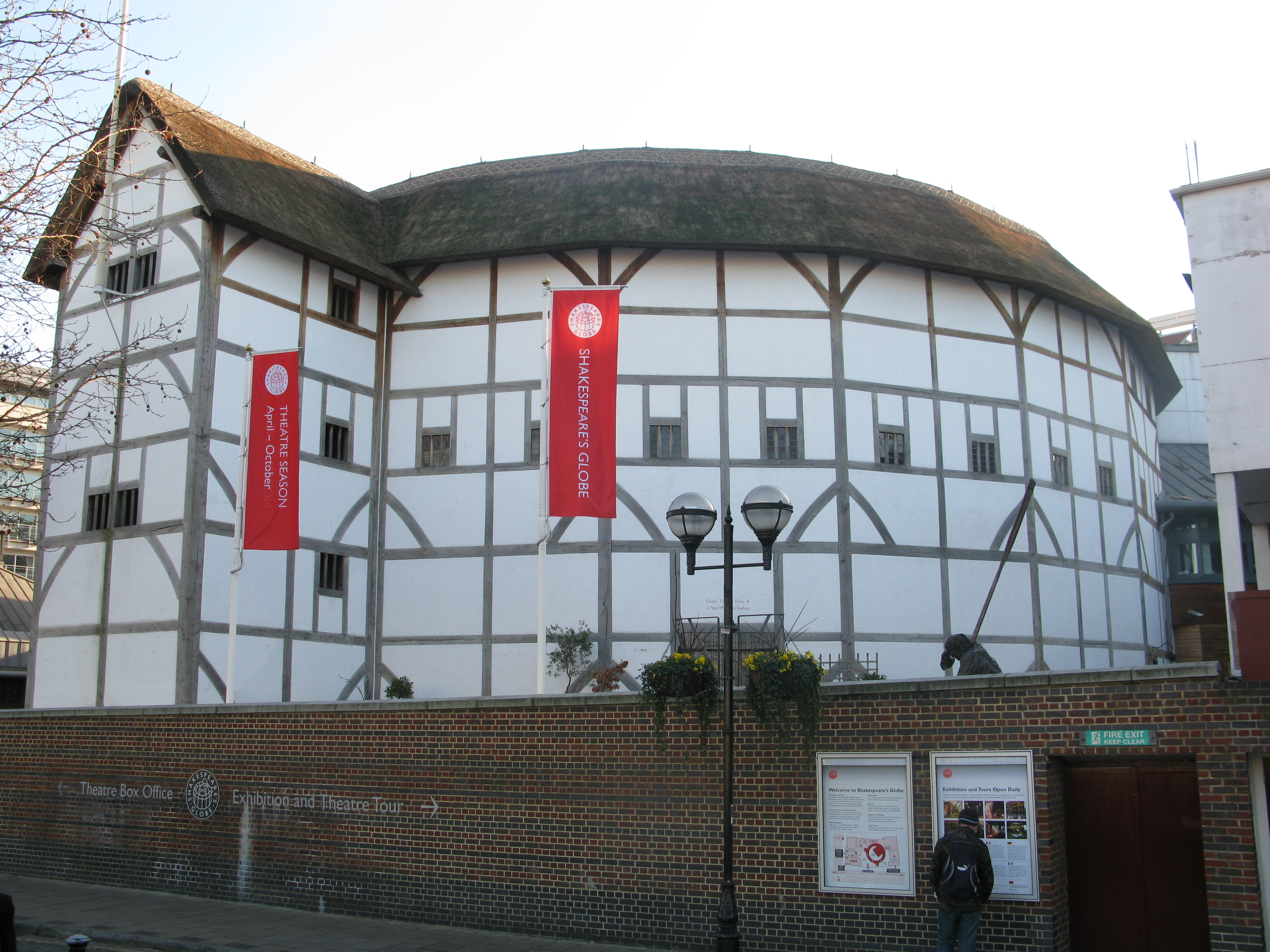
London, Shakespeare’s Globe (reconstruit)

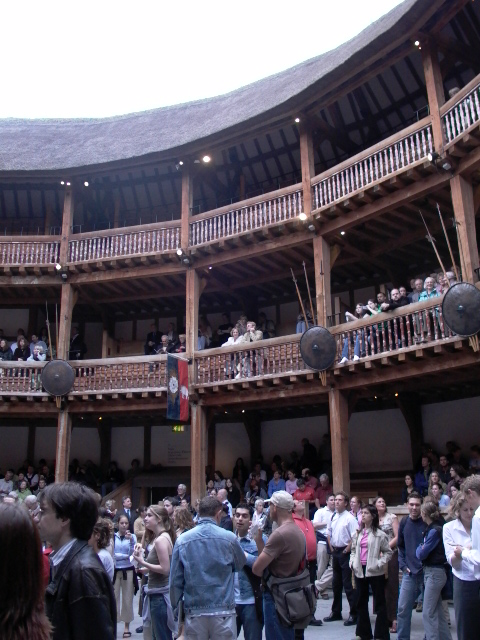
London, Shakespeare’s Globe, interior

Teatrul Globe (în engleză Globe Theatre) a fost un teatru din Londra, al epocii elisabetane, asociat cu William Shakespeare. Situat pe malul sudic al răului Tamisa (engleză The Southbank of Thames), clădirea din lemn a fost construită de compania teatrală a Bardului, Lord Chamberlain's Men, și inaugurată în 1599, pe o suprafață de pământ deținută de Thomas Brend, ulterior moștenită de fiul acestuia Nicholas Brend și de nepotul acestuia, Sir Matthew Brend.
Distrus de foc, la data de 29 iunie 1613 , Globe Theater a fost reconstruit în iunie 1614 pe exact același loc, fiind apoi definitiv închis în 1642 printr-o ordonanță emisă la 6 septembrie 1642, în perioada când toate teatrele din Anglia au fost închise din cauza Războiului civil englez (1642-1651).
O reconstrucție a teatrului, numită Shakespeare's Globe, s-a deschis în 1997, la circa 230 de metri de amplasarea originală a primului și a celui de-al doilea Globe Theatre.

## Folosirea numeluiGlobe Theater
Hicks Theatre din West End of London, deschis în anul 1906, a fost numit, începând cu 1909, "Globe Theatre", iar din 1994, a fost redenumit în onoarea marelui actor englez John Gielgud după numele acestuia, Gielgud Theatre.
Fostul Hicks Theatre, actualul Gielgud Theatre, deși a purtat numele de Globe Theatre, între 1909 până în 1995, nu avea nimic în comun, în afara numelui, cu elisabetanul Globe Theatre.

## Varii locații
Examinarea înregistrărilor proprietăților timpului a identificat localizarea precisă a teatrului Globe inițial ca aflându-se: la vest de actualul Southwark Bridge Road, la est până la Porter Street, respectiv la sud de Park Street, până la Gatehouse Square.en   Oricum, localizarea foarte exactă rămâne necunoscută, considerând și cea mai recentă descoperire a unor elemente de fundație ale clădirii originare, cea din 1989, făcută de Departamentul de arheologie al Marii Londre (Department of Greater London Archaeology — actualmente en  Museum of London Archaeology) dedesubtul parcării din spatele marii clădiri simetrice cunoscută ca en  Anchor Terrace, aflată pe aceeași Park Street.en   Astăzi, ceea ce s-a descoperit a fi conturul fundației este fidel replicată la suprafață. Întrucât cea mai mare parte a fundației originare se găsește sub numerele 67–70 ale clădirii Anchor Terrace, una din clădirile en  listate a fi conservate total, nicio altă excavare nu a mai fost permisă.